# Jean-Marie Janot
Pour les articles homonymes, voir Janot.
Jean-Marie Janot, né le 25 mai 1901 à Plombières-les-Bains et mort le 8 janvier 1974 à Épinal, est un historien français qui a publié plusieurs ouvrages sur l'histoire des Vosges.

## Biographie

### Enfance et formation
Jean-Marie Janot naît le 25 mai 1901 à Plombières-les-Bains. Il est le fils de Joseph Janot, pharmacien dans cette ville, et d’Augustine Soyard. Deux ans plus tard naît son frère Maurice-Marie Janot (1903-1978) qui deviendra un chimiste renommé.
Il fréquente le collège de Remiremont (Vosges), le lycée de Vesoul (Haute-Saône), puis le lycée Henri-IV de Paris où il étudie les lettres classiques. En 1920, il s'engage comme volontaire au 67ème régiment d'infanterie, participe à deux campagnes aux cours desquelles il est blessé, et reçoit la médaille militaire en 1923.

### Travaux d'érudition
De retour à la vie civile, Jean-Marie Janot devient en 1924 agent commercial pour la Verrerie de Portieux. Cette activité qu'il poursuit jusqu'en 1970 lui laisse le loisir de se consacrer à l'archéologie et à l'histoire locale et lui permet de constituer des collections dans ces domaines. 
Son érudition est remarquée. Il fait partie de la Société d'émulation du département des Vosges dont il devient le vice-président et assure la publication des Annales en 1955. Cette même année, il devient aussi vice-président de la société historique de Lorraine.
L'évêque de Saint-Dié Monseigneur Marmottin le nomme membre de la commission diocésaine d’art sacré dès 1937. Il publie en 1939 une étude sur les croix de chemins du canton de Plombières puis, en 1952, un ouvrage en deux tomes sur les papeteries vosgiennes qui lui vaut en 1953 le prix Pouchard décerné par l'Académie française. Il s'intéresse également aux cartiers et dominotiers d’Épinal, aux forges des Vosges et de la Haute-Saône, aux faïenceries des Vosges.

Janot est le cofondateur de l'association des Amis du musée international de l'Imagerie, musée dans le conseil d'administration duquel il entre en 1948 et dont il est le vice-président de 1962 à 1968. En 1967, il devient le conservateur du Musée Louis Français de Plombières-les-Bains et conservateur des antiquités et objets d’art. À ce titre il contribue à classer 325 pièces.

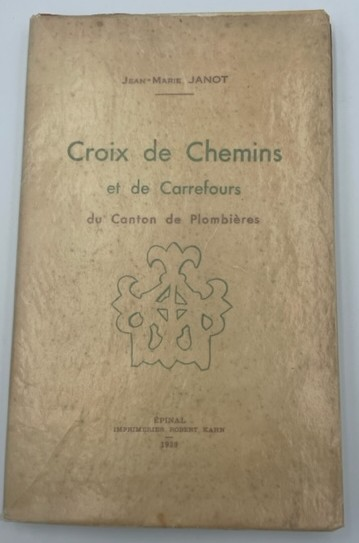
Première édition de l'ouvrage Croix de chemins et de carrefours du canton de Plombières.

### Vie privée
Jean-Marie Janot épouse en 1934 Rose Victoire Petitdemange qui meurt en 1947. Il se remarie en 1948 avec Marguerite Paret. Il a quatre enfants de ces deux unions.

## Publications
- Croix de chemins et de carrefours du canton de Plombières, Épinal, Société d'émulation du département des Vosges, 1939, 91 p. (lire en ligne).
- Les Moulins à papier de la région vosgienne, Nancy, Berger-Levrault, 524 p..
- Recherche sur la faïencerie de la Trouche près Raon-L'Étape : 1791-1866, Épinal, Imprimerie coopérative, 1972, 16-2 p..